# 邵先鵬
邵先鵬（1925年4月20日—2015年12月31日），出生於中國東北大連市金州，祖籍山東即墨。1948年5月畢業于國立東北大學法商學院工商管理系，忠欣股份有限公司創辦人。曾任振興投資股份有限公司總裁、米其林忠欣公司榮譽董事長，東北大學臺灣校友會會長。23歲奉父命偕同妻子徐佩苓赴台考察，同年，國共內戰，政府遷台，兩岸中斷往來，因而滯留台灣。因緣際會，從事輪胎事業，被譽為台灣輪胎泰斗。

## 個人生平
1925年4月20日邵先鵬出生於東北大連市金州的商業世家，他的祖父邵尚忠於清末創辦忠興福商號，經營滿鐵沿線農牧產品，力圖工業救國。他的祖、父兩代先後皆擔任過大連市工商會的會長，邵家在東北經營的事業包括糧食貿易、大麯酒廠、麵粉廠、榨油廠等等。這樣的家學淵源無形中也孕育了他日後在台灣白手起家成為輪胎業泰斗的陶朱風範與經營智慧。
1931年，適逢九一八事變，原來在遼東半島南部的租借地被劃為日本關東州，邵先鵬就讀的金州小學，每周須上兩次日文課，奠定了他的日語基礎，也隱伏了日後他在台灣及日本從事外貿與輪胎事業的職涯發展方向。畢業後進入大連商業學校，又順利升學到大連高等商業學校 （页面存档备份，存于）。一條龍的日本商業技職教育，成就了日後他在商場的超級行銷能力。
1945年，抗戰勝利，東北大學復校，他以大連高商的學習證明申請入學，1948年以優秀的成績順利畢業，前往北京工作，找到了他的人生伴侶徐佩苓。她的父親也是大連世家，經營布料生意，祖父曾任大連市長兼商業總會會長。
同年，國共內戰，他奉父命赴台考察，小倆口於是在天津訂婚，並於12月7日登上開往基隆的美信輪，由於未事先辦良民證（等同於現在的身分證），他無法上岸，差一點被遣返。幸好徐佩苓帶了完整的證件先行上岸，在碼頭遇到大連高商學長鄒恩生，火速安排兩名憲兵登船「抓人」，架到岸上，終於踏上台灣，展開新的人生篇章。

## 事業發展[1]
1948年，邵先鵬在台的第一個工作，是恩師張駿五介紹他去「永豐物產公司」（永豐餘集團前身），業績表現好到被挖角。1951年，被源昌貿易挖角派到大阪，負責採購機器再賣給台灣的製造商，為當時台灣產業建設做出了相當貢獻，他的業績也蒸蒸日上。
1961年，政府獎勵設立汽車輪胎工廠，由於台灣缺乏生產技術，源昌貿易馬岐山先生計劃與日本普利司通合作在台灣生產輪胎，派他前往久留米輪胎廠，實習六個月後，返台建廠，他就擔任泰豐輪胎的創廠廠長，開始了他的輪胎人生。自此之後他參與的台灣各大輪胎品牌的經營資歷，包括：
- 1966年　與知名商業領袖沈雲階共同成立「通用輪胎公司」
- 1971年　通用輪胎和固特異輪胎合作，易名為「台灣固特異公司」
- 1972年　在旅日華僑閻承惠支持下，創辦「中一橡膠工業公司」
- 1972年　創立「忠欣股份有限公司」進口輪胎生產相關機械及原料
- 1973年　忠欣公司代理進口法國米其林輪胎
- 1977年　將中一橡膠股份轉賣給日本普利司通輪胎，改名為「台灣普利司通股份有限公司」

他代理米其林輪胎的初衷是鑑於輪胎工業技術日新月異，深知台灣的國產輪胎品質無法與先進工業國競爭，乃轉而代理國外最先進的輪胎，其用意有三：
1. 可刺激國產品品質提升，進而推廣外銷賺取外匯。
2. 可提高國人行的生活水準。
3. 他預見台灣進入高速公路時代的交通安全問題。

1973年，中山高速公路尚未完工通車，台灣的車輛仍然使用有內胎的尼龍交叉層輪胎，沒有人想用高單價的鋼絲輻射層輪胎。一年後高速公路三重中壢段開通，跑省道的汽車無法承受高速下產生的高熱和高壓而爆胎，高速公路局發現事態嚴重，車禍頻傳，因此決定跑高速公路的長途客運必須使用高速胎，確保乘客安全；而當時台灣惟一在賣高速胎的公司就是忠欣。
除了高公局的官方採購，民間的大卡車司機間也流傳著這樣的說法：「想要平安回家，就要用米其林。」從1972年到1998年忠欣公司的年營業額從630萬元增加到22億5千元，約成長了358倍。
邵先鵬決定將盈餘投入到更好的輪胎通路服務，建造全台最大的自動化倉儲，可以在24小時內供應各經銷米其林輪胎的連鎖店，不必積壓存貨，並推行「里程成本」概念；接著進一步與法國米其林合資設立翻胎廠，引進歐洲最頂尖的環保技術。
忠欣公司代理米其林輪胎27年來，果然刺激了國產輪胎產業，大幅提升了輪胎品質，同時也改善了國人行車的安全與品質。
走過輝煌的27年，1999年邵先鵬在董事會上報告了「忠欣股份有限公司的過去、現在、未來」，談及法國米其林總公司基於全球經營策略的考量，接收了在台所有的米其林輪胎代理業務；同時75歲的邵先鵬也宣布交棒、辦理退休。
同年七月，法國米其林成立「米其林忠欣公司」，於英國倫敦登記，並禮聘邵先鵬擔任榮譽董事長，擁有百分之二的股份。這樣的合併模式，在全世界的企業併購案例中是史無前例的，也反映了邵先鵬在輪胎業的卓越貢獻。

## 社會公益
- 台灣教育

2001年忠欣公司取得了美國教育測驗服務社（ETS）的總代理，辦理多益（TOEIC）及托福（TOEFL）考試，忠欣公司順利轉型英語文教育測驗 （页面存档备份，存于）與評量服務產業，致力改善台灣下一代國民的英語溝通力，2015年考試人數多達39萬人次，非常成功。忠欣又設立多益獎學金鼓勵青年志工團體行善，還贊助台東、高雄、新竹等地的偏鄉學童英語教學專案等。長子邵作俊克紹箕裘將邵家的商道傳承：「忠業興福、回饋社會」理念發揚光大，讓邵先鵬在生前深覺後繼有人，非常欣慰。
- 大連市第三十六中學[2]

2003年邵先鵬與徐佩苓的八十雙慶，邵先鵬當場宣布將賓客賀儀的新台幣八十萬元捐贈給他的初中母校──大連市第三十六中學（前身為日本大連商業學校），購買50部電腦，設置了「邵先鵬計算機室」，幫助在校學生提高掌握現代化技術的能力，為家鄉的教育事業貢獻力量。
邵先鵬被聘為大連市第三十六中學的名譽校長後，為激勵更多的學生努力進取，於民國九十三年五月二十日創辦「邵先鵬獎學金」，提供每年人民幣三萬元的獎學金。
- 東北大學[3][4]

除了初中母校，邵先鵬對大學母校的捐助亦不遺餘力，他不但襄助東北大學成長茁壯，也參與籌辦「張學良教育基金會」，並捐贈了人民幣50萬元。2006年九月，該基金會在東北大學漢卿堂舉行成立大會，邵先鵬專程前往參加，他被選為該基金會理事，為惟一的台灣人理事。

## 相關資料
1. ↑   . 忠欣股份有限公司. 2014 （中文）.
2. ↑  大連市第三十六中學
3. ↑  东北大学_(中国). 政界、企業界知名校友
4. 1 2 3  .   [2016-12-14]. （原始内容存档于2016-12-20）.